# Space Empires
Pour les articles homonymes, voir Space Empires (homonymie).

Space Empires est une série de jeux vidéo 4X (à l'exception de Starfury) développée par Malfador Machinations.

## Jeux
| 1993 | Space Empires           |
| 1995 | Space Empires II        |
| 1997 | Space Empires III       |
| 2000 | Space Empires IV        |
| 2003 | Space Empires: Starfury |
| 2006 | Space Empires V         |